# (11377) Nye
(11377) Nye est un astéroïde de la ceinture principale.

## Description
(11377) Nye est un astéroïde de la ceinture principale. Il fut découvert le 17 septembre 1998 à la station Anderson Mesa par le programme LONEOS. Il présente une orbite caractérisée par un demi-grand axe de 3,23 UA, une excentricité de 0,12 et une inclinaison de 2,6° par rapport à l'écliptique.

## Compléments